# Farinata di ceci
La farinata di ceci, conosciuta anche come fainâ (in ligure) o cecìna e torta di ceci (in Toscana), o sòcca (nel sud-est della Francia), è una torta salata preparata con farina di ceci, acqua, sale ed olio extravergine di oliva.
Si tratta di un piatto tipico della tradizione ligure, dove fu importato nel Medioevo dalla Repubblica Marinara di Genova, grazie ai contatti commerciali col mondo arabo e successivamente si è diffusa anche in altre parti dell'Italia: Toscana, Piemonte, Emilia-Romagna, Veneto e Sardegna; è presente anche in Provenza, nel Nizzardo, a Buenos Aires, in Argentina e a Montevideo, in Uruguay, dove è conosciuta come fainá.
È riconosciuto come prodotto agroalimentare tradizionale ligure e toscano.
Si cuoce in un forno a legna, in teglia, a 300 °C per 10 minuti e assume con la cottura una crosticina con un vivace colore dorato, mentre sotto rimane liscia e senza crosta.

## Storia
Ha radici assai antiche: diverse ricette latine e greche riportano sformati di purea di legumi, cotti in forno. I ceci erano ben noti anche nel mondo arabo: è opinione diffusa che siano stati i commerci delle Repubbliche Marinare di Pisa e Genova ad importare in Italia, nel Medioevo, l'abitudine all'impiego di questo legume nello stile alimentare, tramutandolo poi in quella che oggi è la farinata.
La più antica notizia scritta sulla farinata è un decreto della Repubblica di Genova risalente al 1447, in cui si vietava l'uso di olio di bassa qualità.. 

### Leggenda
Secondo una diffusa credenza, la nascita della farinata risalirebbe a quando le galee genovesi, cariche di vogatori prigionieri, si trovarono coinvolte in una tempesta dopo aver sconfitto Pisa nella battaglia della Meloria. Nel trambusto alcuni barilotti d'olio e dei sacchi di ceci si sarebbero rovesciati, inzuppandosi di acqua salata. Poiché le provviste erano in buona parte perdute, si narra che ai marinai venisse proposta una purea di ceci e olio. Alcuni marinai avrebbero rifiutato la poltiglia lasciandola al sole, che asciugando si sarebbe trasformato in una specie di frittella che, assaggiata il giorno successivo dai marinai, sarebbe stata giudicata una prelibatezza. In seguito i genovesi avrebbero migliorato la purea cuocendola in forno e, per schernire gli sconfitti l'avrebbero chiamata "oro di Pisa".

## Diffusione

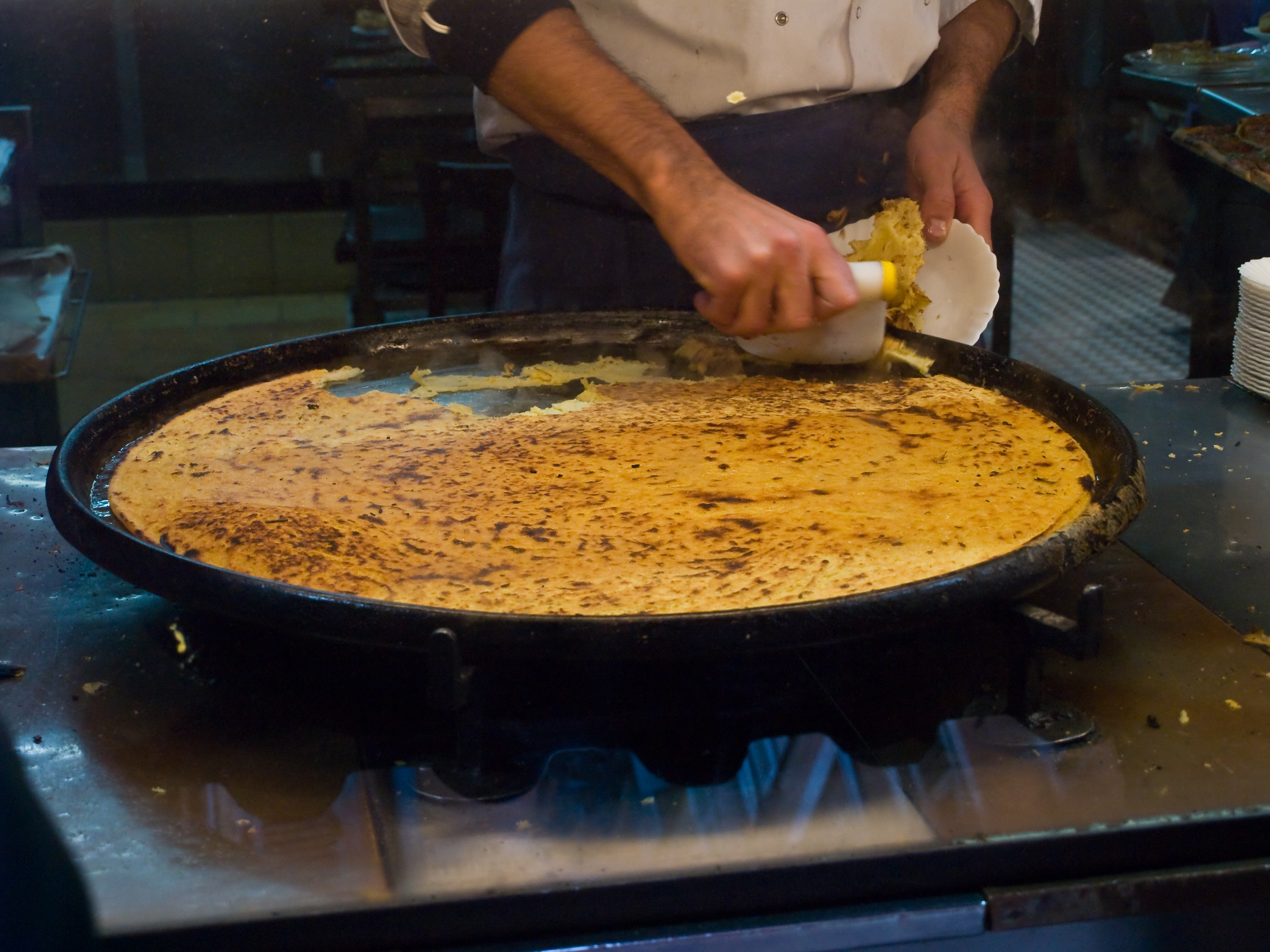
Socca di Nizza

È oggi un piatto tipico di alcune zone del Mediterraneo, specialmente della cucina ligure e della cucina toscana costiera.
Questo è dovuto alla sua caratteristica di cibo povero, usato come alternativa al pane, in grado di dare sostentamento grazie alle vitamine, B e C e al fosforo contenuti nei ceci e nella farina che da questi si ricava e che ne costituisce l'ingrediente primario. Solitamente vengono utilizzati per la preparazione un forno a legna e speciali padelle o teglie preferibilmente in rame nelle quali viene fritta a temperatura elevata.
Vi sono molti luoghi in cui viene prodotta la farinata di ceci:
- in Liguria prende il nome di fainâ, fainâ de çeixi (in genovese), fainà in dialetto spezzino, nel savonese è detta turtellassu, mentre ad Imperia città è conosciuta anche come frisciulòta.
- a Pisa e in Versilia è conosciuta come cecìna;
- a Livorno come torta di ceci (o, più semplicemente, torta);
- a Massa e a Carrara come calda calda;
- nel Basso Piemonte (in particolare nella provincia di Alessandria) e in Francia (soprattutto a Tolone) come cade;
- nel tortonese e nel nizzardo è chiamata anche belecauda[3];
- in Sardegna (soprattutto a Sassari, a Carloforte e a Calasetta) il suo nome è fainè:
- è presente nella provincia di Ferrara e nel vicino Polesine, dove viene chiamata padellata di ceci.
- in Costa Azzurra viene chiamata socca termine originario del dialetto nizzardo e mutuato poi in francese;
- in Sardegna, dove fu portata dai genovesi, prende il nome di fainè sassarese ed è diffusa principalmente nel Sassarese.[4]; col nome di fainò è abbastanza nota a Carloforte, borgo con influenze genovesi dell'isola di San Pietro
- In Corsica è un piatto tipico di Bonifacio, dove fu introdotta dai genovesi.
- In Emilia venne dapprima introdotta a Ferrara sul finire degli anni 30 del ventesimo secolo e successivamente nel comune piacentino di Ferriere[5] per opera di alcuni cittadini emigrati a Genova, che impararono a prepararla per motivi professionali[6][7];
- a Gibilterra fu introdotta dalla colonia genovese a partire dai primi decenni del XVIII secolo. Tuttora diffusissima, è nota col nome di calentita ed è considerata un piatto tipico della località.
- In Uruguay e Argentina, dove è arrivata per merito degli immigranti genovesi, è nota con il nome fainà (in Argentina la fainá, in Uruguay el fainá) e col tempo è diventata un piatto tipico in entrambi i Paesi del Rio della Plata. Viene comunemente mangiata sopra la pizza.

Da ricordare inoltre che la farina di ceci è protagonista altre ricette affini alla farinata diffuse nel Mediterraneo:
- In Liguria le panisse sono tipiche frittelle, fatte con gli stessi ingredienti della farinata, che vengono fatte bollire rimestando per almeno un'ora, quindi rovesciate e fatte indurire dentro uno stampo (solitamente un piatto fondo) quindi fritte in abbondante olio e salate.
- In Sicilia le panelle, tipiche frittelle del palermitano, sono fatte con gli stessi ingredienti della farinata ma vengono fritte nell'olio invece di essere infornate.
- Nel Marocco settentrionale esiste una variante della farinata di origine sefardita, chiamata caliente o calentita (il nome varia a seconda della zona) i cui ingredienti base sono: farina di ceci, acqua, olio, sale e uova.

## Varianti

### Farinata con cipollotti
La farinata con cipollotti è una variante diffusa nelle zone del ponente genovese e nella provincia di Imperia, soprattutto a Oneglia. La preparazione prevede che prima di infornare si ricopra la superficie della farinata con sottili fette di cipollotti, usando quasi tutta la pianta (anche il verde). Appena sfornata si cosparge poi di pepe nero macinato al momento. La farina di ceci e i cipollotti sono gli ingredienti principali anche in un altro piatto tipico della cucina onegliese: la panissa con cipollotti.

### La farinata bianca
La farinata bianca è una variante di quella di ceci, tipica di Savona e stretti dintorni, prodotta con farina di grano anziché con farina di ceci e spolverata di pepe nero; per questo motivo assume una caratteristica colorazione bianca invece che giallastra, generalmente ha uno spessore minore e una maggiore croccantezza rispetto a quella di ceci.

### La cecìna
La cecìna è un prodotto tipico della cucina pisana. La sua origine si fa risalire al Medioevo, epoca in cui la Repubblica Marinara di Pisa aveva continui e proficui contatti con il mondo arabo: introdotta nella Repubblica alfea, si diffuse poi nel tempo lungo la costa toscana (la Tirrena). Può essere consumata da sola, come ripieno di un panino non salato o di una schiacciata rotonda, in casi più rari all'interno di pane salato come nel panino 5 e 5.

### La torta di ceci
La torta di ceci o comunemente solo torta è un piatto tipico della cucina livornese e di tutta la sua provincia. Viene preparata cuocendola rigorosamente in forni a legna e utilizzando larghe teglie rotonde di rame stagnato. Quella tipica di Livorno deve essere servita quando ha formato una leggera crosta dorata in superficie mentre l'interno, sebbene cotto, deve mantenere una certa cremosità.
Si consuma da sola, servita su fogli di carta gialla e spolverata di pepe, oppure nel panino 5 e 5.
In città e in tutta la provincia di Livorno si possono trovare numerosi tortai (venditori di torta, antenati delle moderne pizzerie a taglio), tra i quali alcuni storici in città.

### La fainè

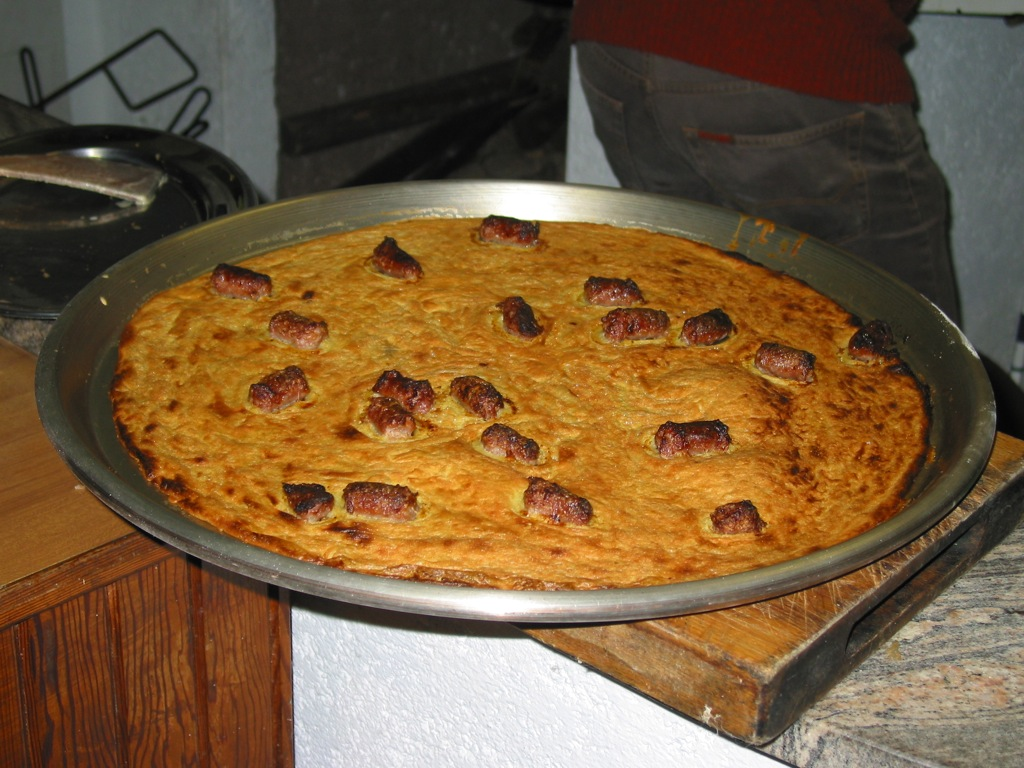
Farinata con salsiccia

Nella cucina sassarese viene consumata principalmente da sola, servita già tagliata, spesso con pepe nero tritato. Viene preparata in alcuni locali tipici (dove è l'unico piatto servito) ma anche in molte pizzerie, pub e paninoteche. Molto apprezzate sono le varianti con cipolle, salsiccia sarda o entrambe.

### A Fainò e a fainò inta crusta tabarchine
La fainò tabarchina è del tutto identica alla farinata genovese, è una preparazione tradizionale delle comunità di Carloforte e Calasetta. In passato a Carloforte era preparata in casa e venduta dai ragazzi per le vie del paese, il cui passaggio era scandito da caratteristico richiamo Oh fena fè! Coda ch'a bè! Attualmente oltre che essere una preparazione domestica, è venduta presso le pizzerie al taglio.
La Fainò inta crusta è una preparazione peculiare della cucina tabarchina, e rappresenta uno dei piatti più singolari della gastronomia locale. Si tratta di un impasto di semola di ceci, sapa e uvetta passa, raccolto in una semplice sfoglia e cotta al forno.

## Galleria d'immagini

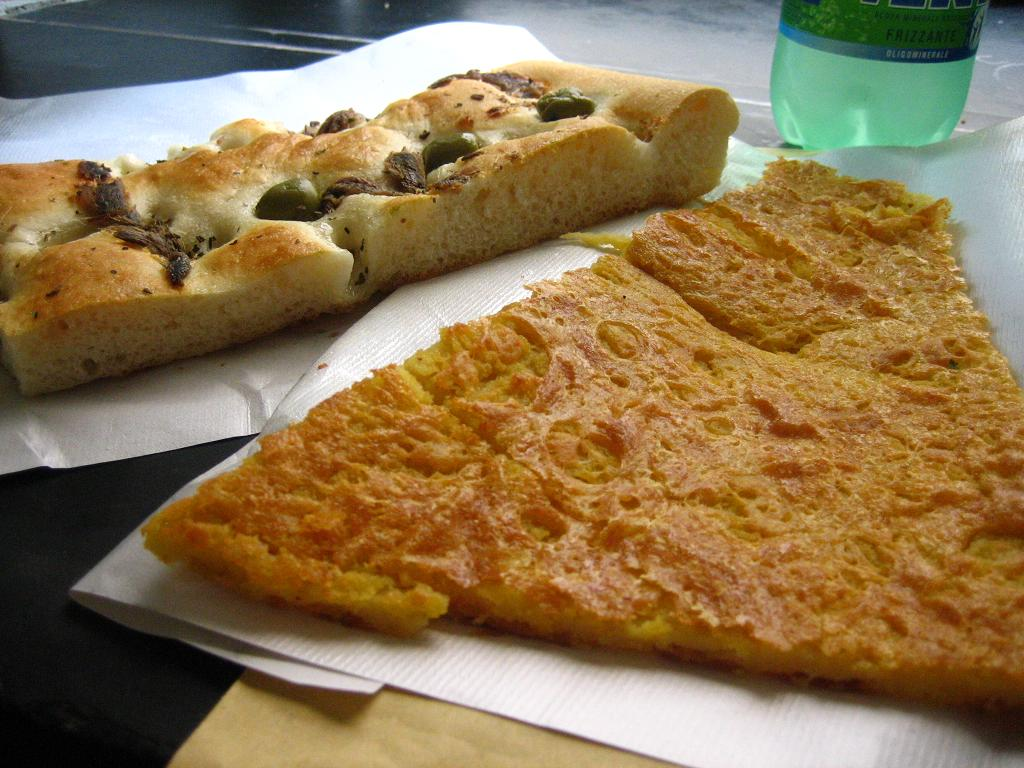
Focaccia genovese con le olive e farinata di ceci
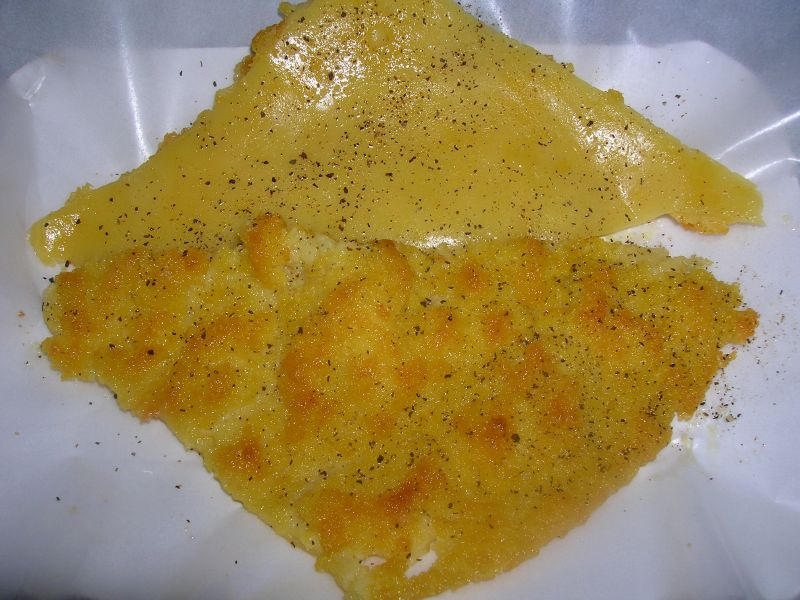
Farinata di ceci cosparsa di pepe
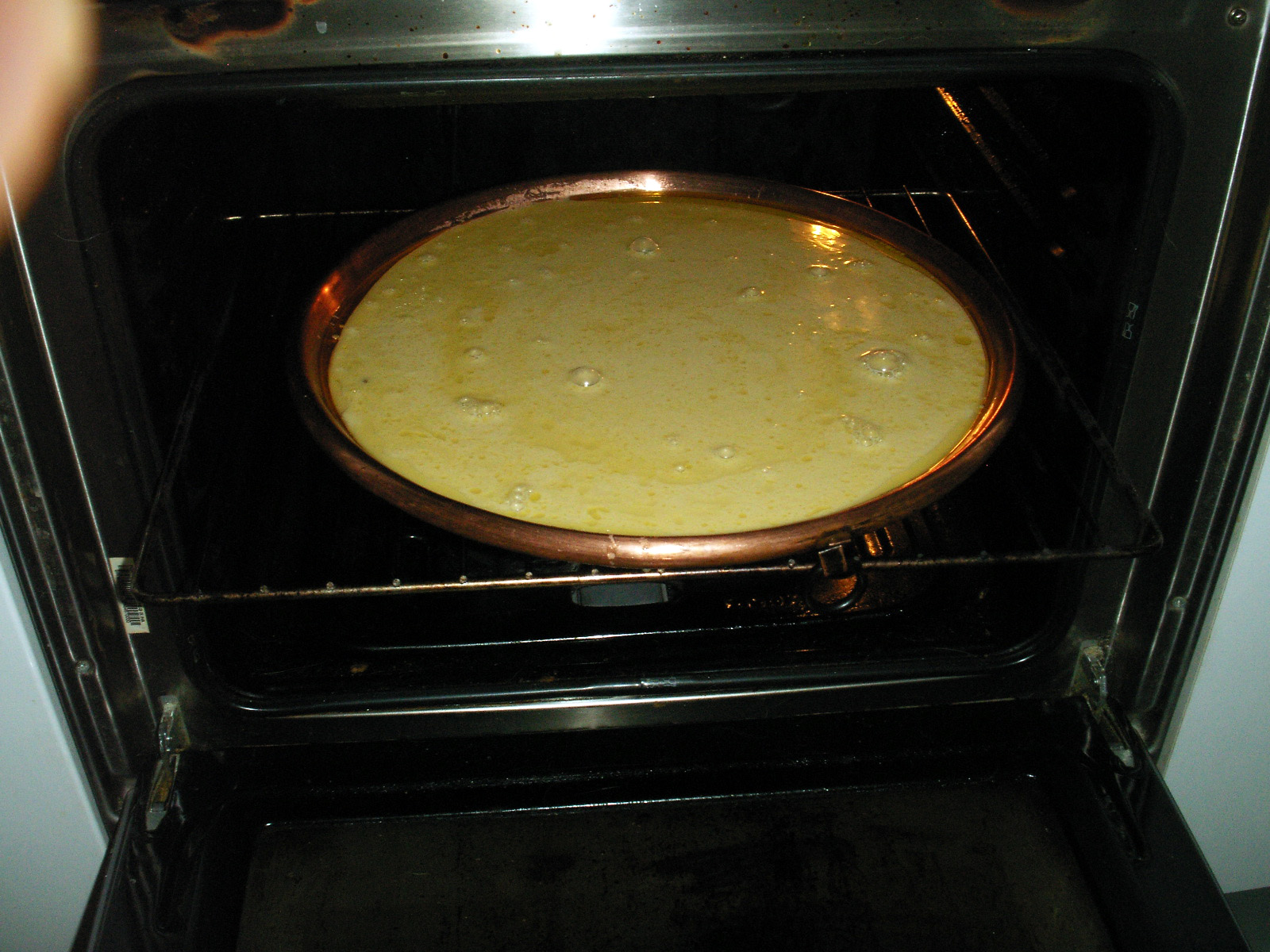
Farinata ben miscelata con l'olio
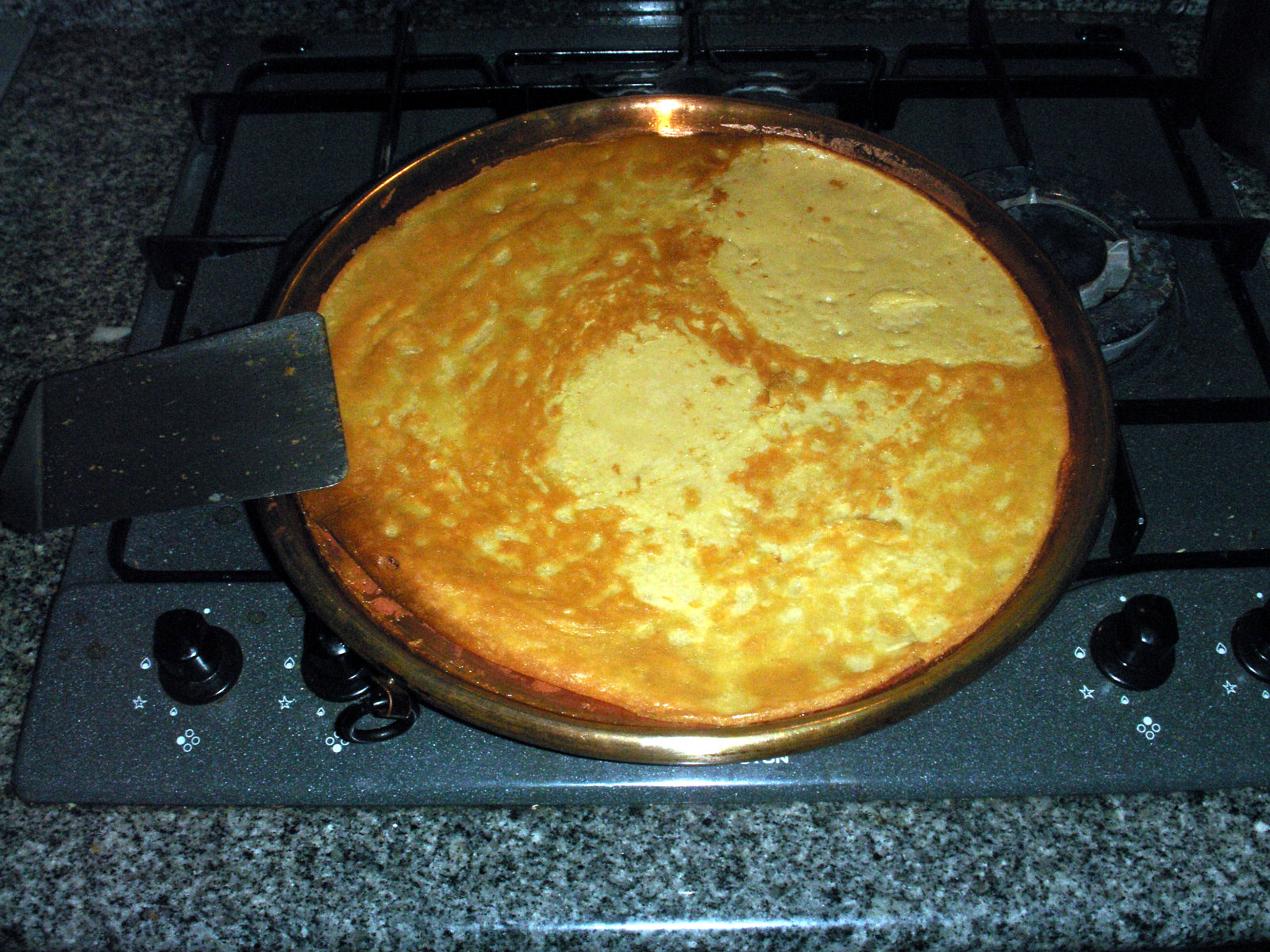
Farinata cotta
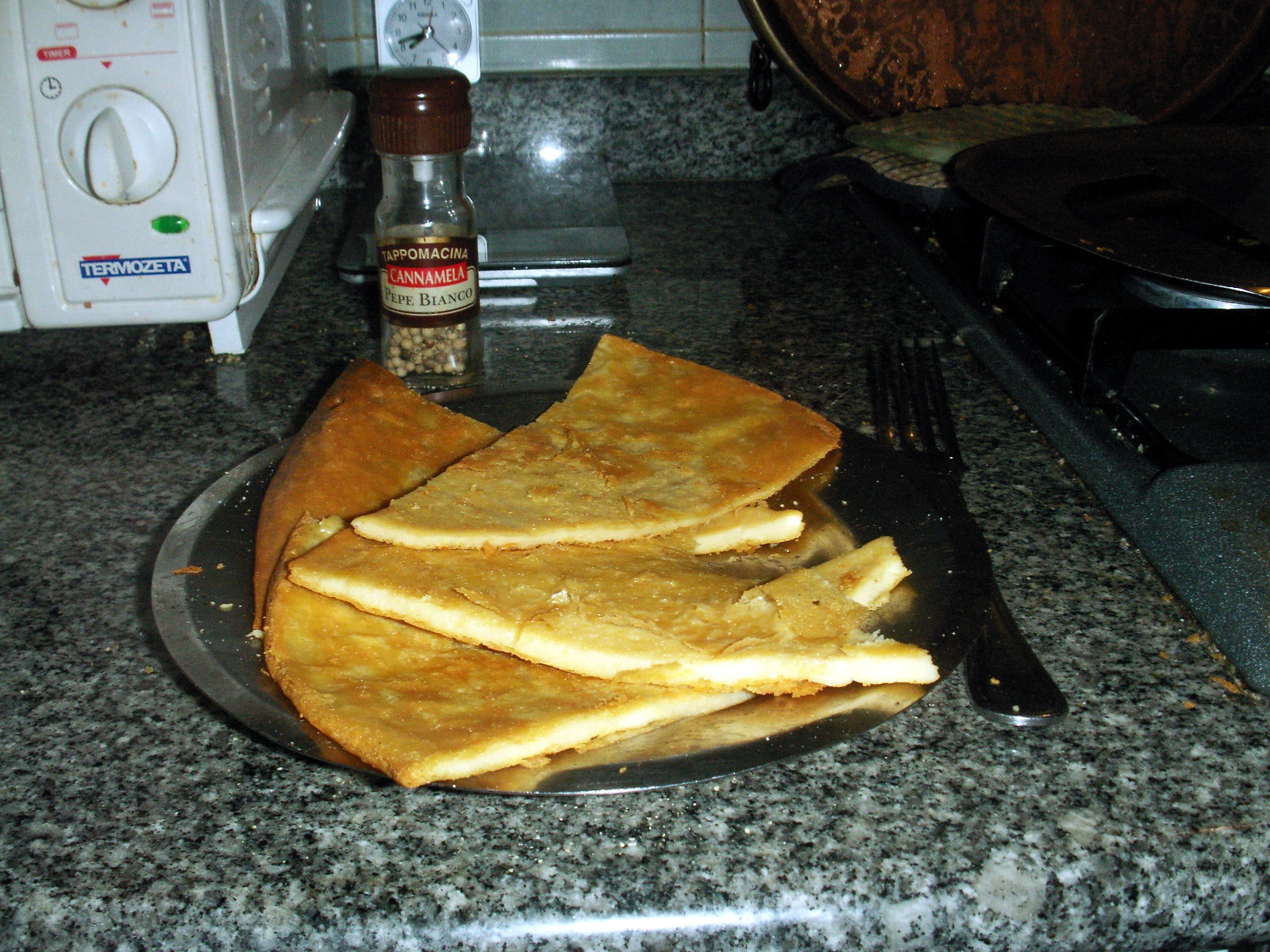
Farinata nel piatto

### Video
- In questa video ricetta presente su YouTube è illustrato chiaramente come fare e cuocere la farinata.

  mepachannel, Farinata di Ceci fatta in casa come in pizzeria, su YouTube. URL consultato il 21 gennaio 2018.